# USS Eichenberger (DE-202)
USS Eichenberger (DE-202) là một tàu hộ tống khu trục lớp Buckley được Hải quân Hoa Kỳ chế tạo trong Chiến tranh Thế giới thứ hai. Tên nó được đặt theo Thiếu úy Hải quân Charles Emil Eichenberger Jr. (1920–1942), phi công phục vụ cùng Liên đội Tiêm kích VF-5 trên tàu sân bay Saratoga (CV-3) và đã tử trận trong chiến đấu vào ngày 12 tháng 9, 1942. Nó đã phục cho đến khi chiến tranh kết thúc, xuất biên chế năm 1946 và bị tháo dỡ năm 1973. Eichenberger được tặng thưởng bốn Ngôi sao Chiến trận do thành tích phục vụ trong Thế Chiến II.

## Thiết kế và chế tạo
Những chiếc thuộc lớp tàu hộ tống khu trục Buckley có chiều dài chung 306 ft (93 m), mạn tàu rộng 37 ft 1 in (11,30 m) và độ sâu mớn nước khi đầy tải là 11 ft 3 in (3,43 m). Chúng có trọng lượng choán nước tiêu chuẩn 1.400 tấn Anh (1.400 t); và lên đến 1.740 tấn Anh (1.770 t) khi đầy tải. Hệ thống động lực bao gồm hai turbine hơi nước General Electric công suất 13.500 mã lực (10.100 kW), dẫn động hai máy phát điện công suất 9.200 kilôwatt (12.300 hp) để vận hành hai trục chân vịt;  công suất 12.000 hp (8.900 kW) cho phép đạt được tốc độ tối đa 23 kn (26 mph; 43 km/h), và có dự trữ hành trình 6.000 nmi (6.900 mi; 11.000 km) khi di chuyển ở vận tốc đường trường 12 kn (14 mph; 22 km/h).
Vũ khí trang bị bao gồm ba pháo 3 in (76 mm)/50 cal trên tháp pháo nòng đơn có thể đối hạm hoặc phòng không, một khẩu đội 1,1 inch/75 caliber bốn nòng và tám pháo phòng không Oerlikon 20 mm. Vũ khí chống ngầm bao gồm một dàn súng cối chống tàu ngầm Hedgehog Mk. 10 (có 24 nòng và mang theo 144 quả đạn); hai đường ray Mk. 9 và tám máy phóng K3 Mk. 6 để thả mìn sâu. Khác biệt đáng kể so với lớp Evarts dẫn trước là chúng có thêm ba ống phóng ngư lôi Mark 15 21 inch (533 mm). Thủy thủ đoàn đầy đủ bao gồm 186 sĩ quan và thủy thủ.
Eichenberger được đặt lườn tại Xưởng hải quân Charleston ở Charleston, South Carolina vào ngày 15 tháng 4, 1943. Nó được hạ thủy vào ngày 22 tháng 7, 1943; được đỡ đầu bởi bà Charles E. Eichenberger, vợ góa Thiếu úy Eichenberger, và nhập biên chế vào ngày 17 tháng 11, 1943 dưới quyền chỉ huy của Hạm trưởng, Thiếu tá Hải quân Ned Harrell.

## Lịch sử hoạt động
Sau khi hoàn tất chuyến đi chạy thử máy huấn luyện tại khu vực Bermuda, Eichenberger khởi hành từ Norfolk, Virginia vào ngày 26 tháng 1, 1944 để đi sang khu vực Mặt trận Thái Bình Dương. Nó hộ tống một đoàn tàu vận tải chuyển quân đi đến Espiritu Santo, rồi tiếp tục hộ tống cho các tàu tiếp dầu hạm đội khi chúng tiếp nhiên liệu cho các đội đặc nhiệm tàu sân bay nhanh của Đệ Ngũ hạm đội. Nó đi đến vịnh Milne vào ngày 7 tháng 4 để làm nhiệm vụ tuần tra chống tàu ngầm, hộ tống vận tải và trinh sát phục vụ cho lực lượng chiếm đóng New Guinea. Con tàu đã hỗ trợ cho hoạt động đổ bộ tại Biak và vịnh Humboldt, cũng như cuộc đổ bộ ban đầu lên Wakde trong tháng 5 và tháng 6, rồi hộ tống các đoàn tàu vận tải xuất phát từ đảo Manus.
Sau khi hoạt động tuần tra tại khu vực quần đảo Palau từ ngày 20 tháng 10 đến ngày 9 tháng 11, Eichenberger khởi hành từ Hollandia vào ngày 22 tháng 11 cùng đoàn thứ nhất trong số hai đoàn tàu vận tải hướng sang vịnh San Pedro, Leyte. Vào ngày 4 tháng 1, 1945, nó đang trên đường đi sang Mindoro khi tàu sân bay hộ tống Ommaney Bay (CVE-79) bị máy bay tấn công tự sát Kamikaze đánh trúng. Chiếc tàu khu trục đã vớt được hai người rơi xuống nước và cử một đội cứu hộ trên một xuồng săn cá voi sang trợ giúp chiếc tàu sân bay, trong khi bản thân nó phải tiếp tục nhiệm vụ cùng đoàn tàu vận tải. Khi quay trở lại cùng con tàu bị nạn, hai thủy thủ của Eichenberger được phái sang giúp tàu bạn đã tử trận do mảnh đạn từ thủy lôi chứa trên chiếc tàu sân bay bị kích nổ do hỏa hoạn. Nhiều thủy thủ của Ommaney Bay đã xuồng săn cá voi của nó vớt lên khỏi nước, khi chiếc tàu sân bay bị bỏ lại lúc 17 giờ 50 phút và bị đánh chìm có chủ định lúc 19 giờ 58 phút.
Tiếp tục tuần tra tại khu vực vịnh Mangarin, Eichenberger đã hỗ trợ cho cuộc đổ bộ lên Mindoro, và sau đó hộ tống hai đoàn tàu tiếp liệu đi từ vịnh Subic đến Mindoro trước khi quay trở lại vịnh San Pedro, Leyte vào ngày 24 tháng 2. Con tàu tiếp tục phục vụ tại vùng biển Philippines trong vai trò tuần tra và hộ tống vận tải, chủ yếu tại khu vực vịnh Subic cho đến khi Nhật Bản chấp nhận đầu hàng vào ngày 15 tháng 8 giúp kết thúc cuộc xung đột. Nó lên đường đi Okinawa, Nhật Bản vào ngày 27 tháng 8, và đã hộ tống đoàn tàu vận tải vượt qua một cơn bão an toàn trước khi đến nơi vào ngày 8 tháng 9. Trong một chuyến đi tương tự, nó đã cứu vớt sáu người sống sót từ một máy bay bị rơi trên biển.
Quay trở lại Philippines, Eichenberger đón lên tàu những hành khách cho hành trình quay trở về Hoa Kỳ; con tàu về đến San Diego, California vào ngày 23 tháng 10. Nó được cho xuất biên chế vào ngày 14 tháng 5, 1946 và được đưa về Hạm đội Dự bị Thái Bình Dương, neo đậu tại San Diego; con tàu không bao giờ được đưa ra hoạt động trở lại. Tên nó được cho rút khỏi danh sách Đăng bạ Hải quân vào ngày 1 tháng 12, 1972, và con tàu được bán cho hãng National Metal and Steel Corp. tại Terminal Island, Los Angeles, vào ngày 1 tháng 11, 1973 để tháo dỡ.

## Phần thưởng
Eichenberger được tặng thưởng bốn Ngôi sao Chiến trận do thành tích phục vụ trong Thế Chiến II.
|                                                       |  |  |
| Bronze star · Bronze star · Bronze star · Bronze star |  |  |

| Dãi băng Hoạt động Tác chiến (truy tặng)                                | Dãi băng Hoạt động Tác chiến (truy tặng) | Huân chương Chiến dịch Hoa Kỳ        | Huân chương Chiến dịch Hoa Kỳ                  |
| Huân chương Chiến dịch Châu Á-Thái Bình Dương với 4 Ngôi sao Chiến trận | Huân chương Chiến thắng Thế Chiến II     | Huân chương Chiến thắng Thế Chiến II | Huân chương Giải phóng Philippine (Philippine) |